# Roger Espinoza
Roger Espinoza Ramírez, plus couramment appelé Roger Espinoza, est un footballeur international hondurien né le 25 octobre 1986 à Puerto Cortés (Honduras) jouant au poste de milieu offensif.

## Biographie
Le 15 novembre 2022, au terme de la saison, le Sporting de Kansas City annonce que son contrat n'est pas renouvelé. Cependant, après négociations, il signe une nouvelle entente d'un an le 2 décembre suivant.

## Buts internationaux
| # | Date             | Lieu                                                  | Adversaire | But   | Résultat | Compétition                  |
| - | ---------------- | ----------------------------------------------------- | ---------- | ----- | -------- | ---------------------------- |
| 1 | 1er février 2009 | Estadio Tiburcio Carias Andino, Tegucigalpa, Honduras | Salvador   | 1 – 0 | 1 – 0    | Coupe UNCAF des nations 2009 |
| 2 | 11 juillet 2009  | Gillette Stadium, Foxborough, États-Unis              | Grenade    | 2 – 0 | 4 – 0    | Gold Cup 2009                |
| 3 | 23 janvier 2010  | The Home Depot Center, Carson, États-Unis             | États-Unis | 3 – 0 | 3 – 1    | Match amical                 |

## Palmarès
Wigan Athletic
- Vainqueur de la FA Cup en 2013

 Sporting de Kansas City
- Vainqueur de la Coupe des États-Unis en 2012, 2015 et 2017